# Hrvoje Šarinić
Hrvoje Šarinić (17. února 1935 Rijeka – 21. července 2017 Záhřeb) byl chorvatský politik. Od 12. srpna 1992 do 3. dubna 1993 zastával funkci premiéra Chorvatska, a to jakožto představitel konzervativního Chorvatského demokratického společenství.
V letech 1963-1987 působil ve Francii, kde získal francouzské občanství. Od roku 1990 byl blízkým spolupracovníkem a vedoucím kanceláře prezidenta Franjo Tuđmana. Roku 1992 ho Tuđman jmenoval premiérem. Jeho vláda privatizovala řadu státních firem. Ekonomice se však nedařilo a Šarinić se rychle stal nepopulární. To vedlo Tuđmana k jeho nahrazení Nikicou Valentićem. Šarinić se pak vrátil na post vedoucího prezidentské kanceláře, který s malými přestávkami držel až do roku 1998. Toho roku tvrdě zkritizoval vysokého představitele Chorvatského demokratického společenství Iviću Pašaliće. Tuđman se ovšem postavil ve sporu na Pašalićovu stranu a Šarinić musel prezidentskou kancelář opustit. V roce 2000 spolu s dalšími nespokojenými politiky opustil Chorvatské demokratické společenství a spoluzaložil novou středopravou stranu Demokratický střed (Demokratski centar). Ta však neuspěla a Šarinić se z politiky stáhl.